# Arrondissement d'Aschersleben
L'arrondissement d'Aschersleben (  ) est un arrondissement de la province prussienne de Saxe de 1816 à 1901. Le siège de l'arrondissement est à Quedlinbourg L'ancien territoire de l'arrondissement se trouve désormais dans l'arrondissement du Salzland et du Harz en Saxe-Anhalt .

## Histoire
L'arrondissement d'Aschersleben est créé en 1816 dans le district prussien de Magdebourg, dans la province de Saxe. En 1901, la ville d'Aschersleben devient indépendante et quitte ainsi l'arrondissement. Le reste de l'arrondissement forme l'arrondissement de Quedlinbourg, qui existe sous cette forme jusqu'en 1952

## Évolution de la démographie
| Année | Habitants | Source |
| ----- | --------- | ------ |
| 1816  | 36 283    | [ 2 ]  |
| 1843  | 44 744    | [ 3 ]  |
| 1871  | 62 610    | [ 4 ]  |
| 1890  | 80 752    | [ 5 ]  |
| 1900  | 92 069    | [ 5 ]  |

Les communes de plus de 2 000 habitants (en 1900): 
| Commune            | Habitants |
| ------------------ | --------- |
| Aschersleben       | 28 964    |
| Francfort          | 2 332     |
| Portesleben        | 2 354     |
| Hedersleben        | 2 229     |
| Neinstedt          | 2 543     |
| Preußisch Börnecke | 2 990     |
| Quedlinbourg       | 27 233    |
| Thale              | 13 255    |
| Westerhausen       | 2 403     |

## Administrateurs de l'arrondissement
- 1816-1823 0 0 Gotthelf Schmaling
- 1823-1864 0 0 Carl Weyhe (de)
- 1864-1901 0 0 Otto Stielow (de)

## Villes et communes
En 1900, l'arrondissement d'Aschersleben comprend trois villes et 23 autres communes : 
| - Aschersleben, ville - Cochstedt, ville - Ditfurt - Friedrichsaue - Friedrichsbrunn - Gatersleben - Groß Schierstedt - Hausneindorf - Hedersleben - Königsaue - Nachterstedt - Neinstedt - Preußisch Börnecke | - Quedlinbourg, ville - Schadeleben - Schneidlingen - Stecklenberg - Suderode - Thale - Warnstedt - Weddersleben - Wedderstedt - Westdorf - Westerhausen - Wilsleben - Winningen |